# Polnische Dame
Die Polnische Dame (englisch: Polish Checkers, Polish Draughts) ist eine Variante des klassischen Damespiels, die vor allem in Frankreich, Belgien, den Niederlanden und den französischsprachigen Teilen der Schweiz verbreitet ist. Anders als das klassische Damespiel wird sie auf einem Schachbrett mit 100 Feldern, 10×10, gespielt. Sie wird zudem als Dame 100 oder internationale Dame bezeichnet.

## Geschichte
Die polnische Dame (heute auch französische Dame) entwickelte sich um 1730 und soll in Paris von einem französischen Beamten des königlichen Hofs und dessen Spielpartner, einem polnischen Adligen erfunden worden sein.

## Spielweise

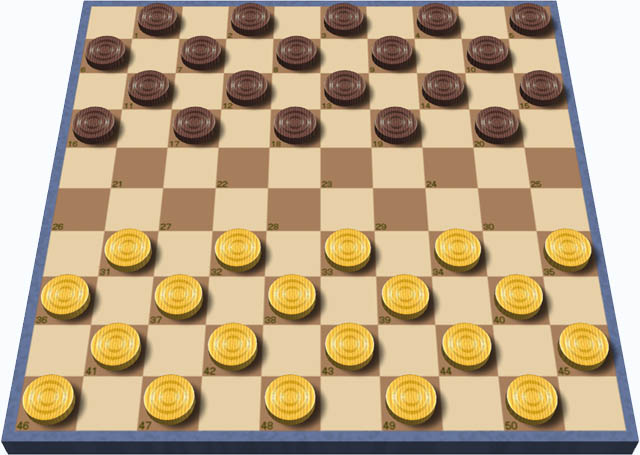
Startposition für Dame auf dem 10×10-Spielbrett

Wie beim klassischen Damespiel handelt es sich bei der Polnischen Dame um ein Brettspiel für zwei Spieler, die sich am Spielbrett gegenübersitzen. Dabei spielt ein Spieler die weißen und der andere die schwarzen Spielsteine und die beiden Spieler machen abwechselnd jeweils einen Zug. In der Startaufstellung werden die jeweils 20 Spielsteine auf den Schwarzen Feldern der jeweils ersten bis vierten Reihe beider Spielbrettseiten aufgebaut.
Die Farben werden ausgelost oder gewählt, der weiße Spieler beginnt das Spiel. Beide Spieler ziehen nun abwechselnd jeweils einen Stein, wobei die Steine diagonal vorwärts auf den schwarzen Feldern bewegt werden dürfen. Wenn ein Spieler die Grundlinie der gegenüberliegenden Seite erreicht, wird sein Stein zu einer Dame (im englischen Sprachraum „king“ = „König“). Diese darf beliebig viele Felder in jede diagonale Richtung ziehen, auch rückwärts.
Wie bei der klassischen Dame kann ein Spielstein geschlagen werden, wenn ein Stein über ihn auf ein dahinter liegendes freies Feld springen kann. Dabei herrscht Schlagzwang, ein Stein muss also geschlagen werden, wenn dies möglich ist. Die Dame kann beliebige weit entfernt liegende einzeln stehende Steine des Gegners schlagen, wenn jeweils dahinter ein freies Feld existiert. Alle geschlagenen Steine werden nach dem Zug vom Spielfeld entfernt.
Wie beim klassischen Damespiel gewinnt der Spieler, dem es gelingt, möglichst alle Steine des Gegners zu schlagen oder unbeweglich zu machen. Zudem ist es möglich, das Spiel zu gewinnen, wenn der Gegner nur noch einen einzigen verbliebenen Stein hat.

## Belege
1. ↑  Frederic V. Grunfeld (Hrsg.), Eugen Oker (deutsche Überarbeitung): Spiele der Welt I – Geschichte, Spielen, Selbermachen. Fischer Taschenbuch Verlag, Frankfurt/Main 1985; S. 150–152. ISBN 3-596-23074-8.
2. 1 2 3 4  Polish Checkers (Draughts) In: Brian Burns (Hrsg.): The Encyclopedia of Games. Brown Packaging Books, 1998; S. 158.